# Viva Entertainment
Viva Entertainment, Inc. is een Filipijns entertainmentbedrijf met het hoofdkantoor in Pasig. Het werd in 1981 opgericht door Vic del Rosario Jr.